# 61913 Lanning
61913 Lanning este un asteroid din centura principală de asteroizi.

## Descriere
61913 Lanning este un asteroid din centura principală de asteroizi. A fost descoperit pe 28 august 2000 la Cerro Tololo de Susan D. Kern. Asteroidul prezintă o orbită caracterizată de o semiaxă mare de 2,66 ua, o excentricitate de 0,06 și o înclinație de 1,6° în raport cu ecliptica.